# Pomaderris oblongifolia
Pomaderris oblongifolia är en brakvedsväxtart som beskrevs av Neville Grant Walsh. Pomaderris oblongifolia ingår i släktet Pomaderris och familjen brakvedsväxter. Inga underarter finns listade i Catalogue of Life.